# Volovec vrbolistý

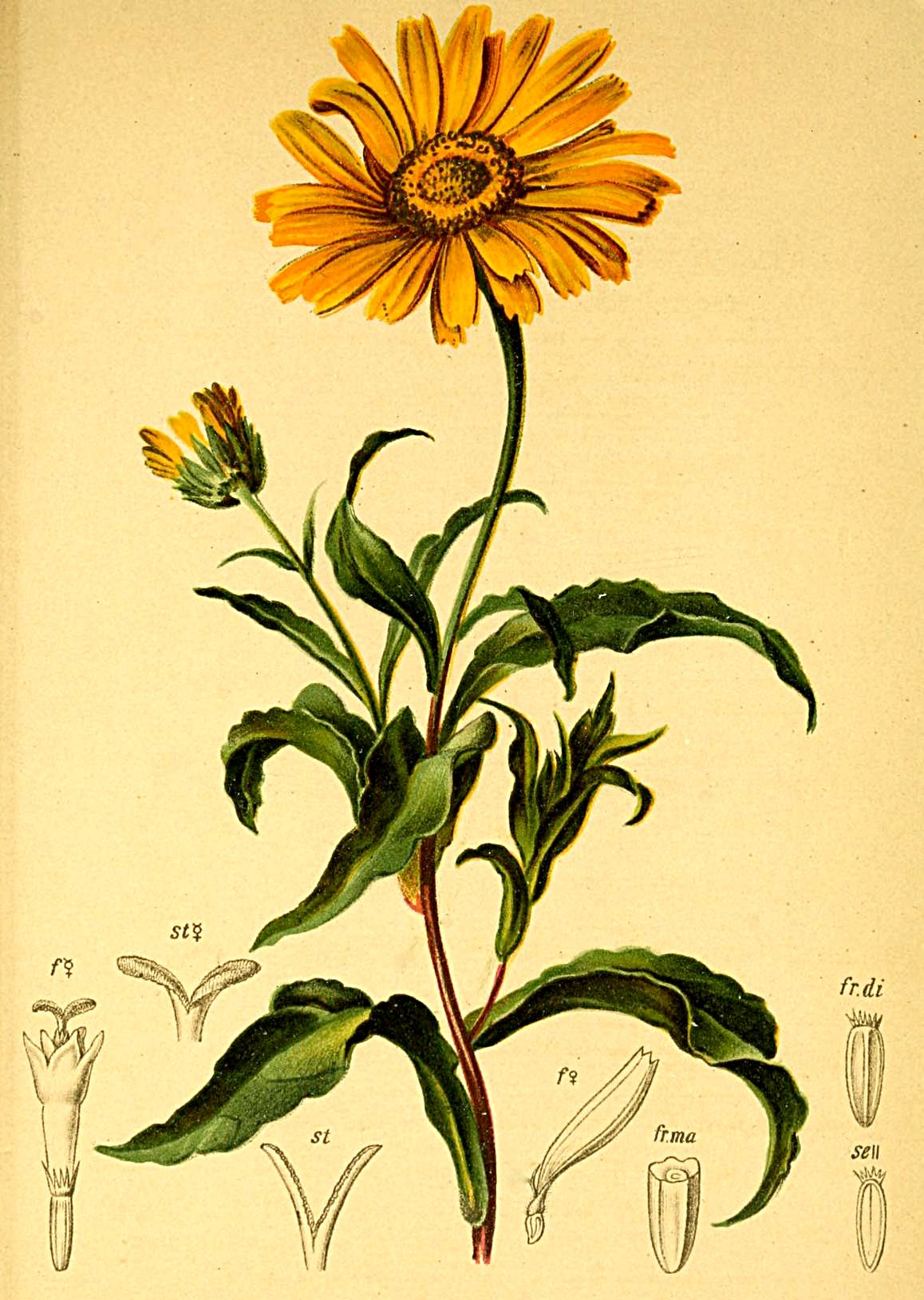
Popisný obrázek

Volovec vrbolistý (Buphthalmum salicifolium) je vytrvalá rostlina, bylina, která je řazena do čeledi hvězdnicovité (Asteraceae). Kvete od června do září. Květ u této rostliny je považován za dekorativní a jako okrasná rostlina je druh široce pěstován.

## Rozšíření
Tento druh je původní v Evropě, v alpské oblasti a masivu dinárských pohoří ve Slovinsku a Chorvatsku a malá lokalita s výskytem se nachází na Slovensku.

## Popis
Rostlina je vysoká 20- 60 cm. Dolní listy krátce řapíkaté, ostatní přisedlé. Květy tvoří výrazné žluté úbory velké až 6 cm, lodyha je přímá, jednoduchá. Plod je nažka.

## Použití
Pro své výrazné květenství se rostlina vysazuje do ozdobných skalek a záhonů s dalšími trvalkami na slunných stanovištích, kde vynikne. Lze ji použít k řezu.

### Pěstování
Snadno se pěstuje v běžné propustné půdě na plném slunci. Snáší polostín, ale lépe kvete na slunném stanovišti. Preferuje běžné ale snese i vlhké půdy, je celkem dobře odolná proti přísuškům.

## Množení
Druh lze rozmnožovat semenem, v malém množství je také možné množení dělením trsů v předjaří.

## Choroby a škůdci
Choroby a škůdci nejsou uváděni.